# کاتر کلاس کاسکو
کاتر کلاس کاسکو (به انگلیسی: Casco-class cutter) یک کلاس از کشتی است که طول آن ۳۱۰ فوت ۹ اینچ (۹۴٫۷۲ متر) می‌باشد.